# Риндеркнеш, Артюр
Артюр Риндеркнеш (фр. Arthur Rinderknech; род. 23 июля 1995, Гасен) — французский теннисист.

## Биография
Мать Артюра Риндеркнеша — теннисистка Виржини Паке. Монегаскские теннисисты Бенжамен Баллере и Валантен Вашро — его двоюродные братья. Является болельщиком французского футбольного клуба «Сент-Этьен».
Риндеркнеш играл в теннис в колледже Техасского университета A&M.

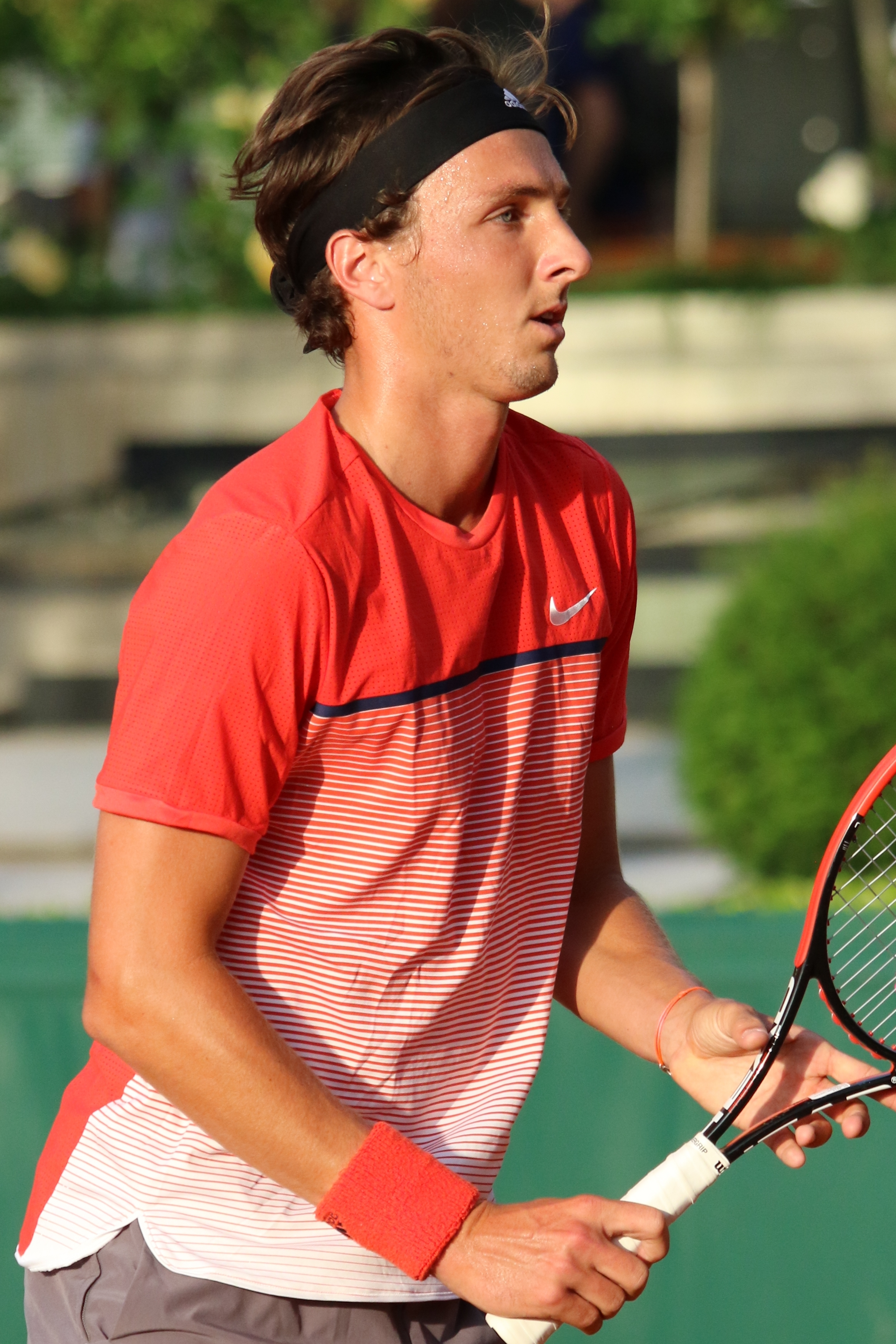
2018 год

Риндеркнеш дебютировал в основной сетке турниров Большого шлема, получив wildcard на Открытом чемпионате Франции 2018 года в парном разряде в паре с Флорианом Лакатом.
Получил wildcard и на Открытый чемпионат Франции 2020 года, дебютировав в основной сетке в одиночном разряде, а также выступив в парном разряде в паре с Мануэлем Гиньяром, дошли до второго раунда.
В марте 2021 года Риндеркнеш дебютировал на турнирах ATP-тура. Прошел квалификацию в основную сетку Открытого чемпионата Марселя и дошёл до четвертьфинала, обыграв Алехандро Давидовича Фокина, но проиграл соотечественнику Юго Эмберу.
В мае 2021 года на турнире ATP в Лионе одержал победу над Янником Синнером, посеянным под 6-м номером, это позволило ему во второй раз в карьере выйти в четвертьфинал.
В 2021 году Риндеркнеш впервые прошел квалификацию в основную сетку Уимблдонского турнира. В первом раунде он уступил в пяти сетах Оскару Отте. В июле он вышел в четвертьфинал на Открытом чемпионате Швеции в Бостаде. На Открытом чемпионате Швейцарии 2021 года в Гштааде Риндеркнеш обыграл второго сеяного и 16-ю ракетку мира Роберто Баутисту Агута. Через неделю он вышел в полуфинал Открытого чемпионата Кицбюэля, проиграв будущему победителю Касперу Рууду.
На Открытом чемпионате США 2021 года он впервые напрямую попал в основную сетку и впервые в своей карьере вышел во второй раунд турнира Большого шлема, обыграв Миомира Кецмановича.
На турнире в Меце, осенью 2021 года вышел в свой первый в карьере финал ATP в паре с Юго Нисом, где они потерпели поражение от Хуберта Хуркача и Яна Зелиньски из Польши.
В начале 2022 года на турнире в Аделаиде француз вышел в финал одиночного разряда, но уступил Танаси Коккинакису из Австралии. На дебютном Открытом чемпионате Австралии Риндеркнеш вышел во второй раунд, обыграв Алексея Попырина. Во втором матче должен был встретиться с Дэном Эвансом, но снялся из-за травмы запястья.
На Открытом чемпионате Майами одержал свою первую победу на турнире серии Мастерс 1000, победив Ласло Дьере, но проиграл во втором раунде восьмому сеяному и действующему чемпиону Хуберту Хуркачу.
В 2023 году на Открытом чемпионате США Риндеркнеш впервые в карьере сумел выйти в третий раунд турниров Большого шлема, одолев по ходу турнира Диего Шварцмана и Маттео Берреттини и уступив Андрею Рублёву.
В феврале 2024 года француз вышел в свой первый четвертьфинал в сезоне на турнире в Марселе, победив Максима Кресси и восьмого сеяного Иржи Легечку. В феврале он выиграл свой шестой титул на турнирах «Челленджер» в Лилле, победив в финале Йориса Де Лора.
В мае 2024 года, на Открытом чемпионате Франции по теннису, Артюр Риндеркнеш за счёт высокой позиции в рейтинге был включен в основную сетку турнира. В первом раунде он победил теннисиста из Австралии Адама Уолтона. Во втором круге ему противостоял 28-й сеянный Томас Мартин Этчеверри, в четвёртом сете при счёте 0-5 Риндеркнеш снялся.

## Рейтинг на конец года
| Год  | Одиночный рейтинг | Парный рейтинг |
| 2024 | 59                | 444            |
| 2023 | 96                | 152            |
| 2022 | 44                | 357            |
| 2021 | 58                | 133            |
| 2020 | 178               | 165            |
| 2019 | 327               | 390            |
| 2018 | 423               | 711            |
| 2017 | 1066              | 893            |
| 2016 | 1032              | 0              |

## Выступления на турнирах

### Финалы турнировATPв одиночном разряде (1)

#### Поражение (1)
| Легенда                     |
| --------------------------- |
| Турниры Большого шлема (0)* |
| Итоговый турнир ATP (0)     |
| ATP Мастерс 1000 (0)        |
| АТР 500 (0)                 |
| АТР 250 (0)                 |

| Титулы по покрытиям | Титулы по месту проведения матчей турнира |
| ------------------- | ----------------------------------------- |
| Хард (0)            | Зал (0)                                   |
| Грунт (0)           | Зал (0)                                   |
| Трава (0)           | Открытый воздух (0)                       |
| Ковёр (0)           | Открытый воздух (0)                       |

* количество побед в одиночном разряде.
| №  | Дата        | Турнир              | Покрытие | Соперник в финале | Счёт              |
| 1. | январь 2022 | Аделаида, Австралия | Хард     | Танаси Коккинакис | 7-6(6) 6-7(5) 3-6 |

### Финалы турнировATPв парном разряде (1)

#### Поражение (1)
| №  | Дата          | Турнир       | Покрытие   | Партнёр в финале | Соперник в финале           | Счёт    |
| 1. | сентябрь 2021 | Мец, Франция | Хард (зал) | Юго Нис          | Хуберт Хуркач Ян Зелиньский | 5-7 3-6 |